# Bolszaja Kulikowka
Bolszaja Kulikowka (ros. Большая Куликовка) – wieś (sieło) w Rosji, w obwodzie orłowskim, w rejonie orłowskim. W 2010 liczyła 482 mieszkańców.